# Lista de califas
O califa era o líder do mundo muçulmano. O título vem da frase árabe que quer dizer "sucessor do Enviado de Alá". Foi adotado por sucessores do profeta Maomé depois de sua morte em 632. O primeiro califa, Abacar, era sogro de Maomé e ordenou as conquistas árabes da Pérsia, Iraque e Oriente Médio, que só seriam alcançadas nos dois seguintes califados. Abacar e seus três sucessores são conhecidos como os califas "perfeitos" ou "corretamente guiados" (Al-Rashidun).

## Califado Ortodoxo(632–661)

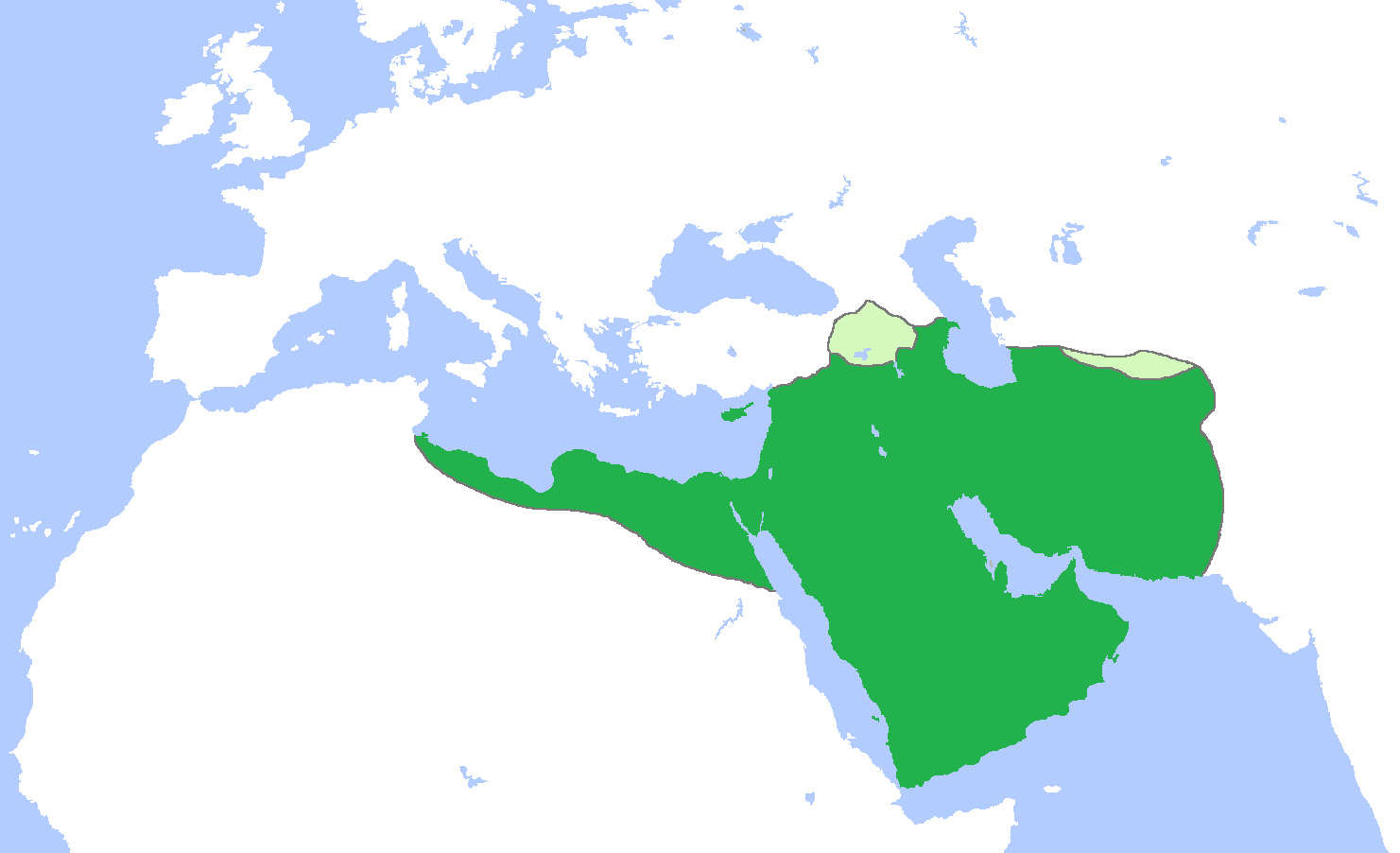
Califado Ortodoxo (verde escuro) no seu auge em 654, incluindo os seus estados vassalos (em verde claro)

Também conhecido como "bem guiados", estes primeiros califas foram "aceitos pelos muçulmanos sunitas como os quatro governantes piedosos e justos".
- Abacar (r. 632–634)
- Omar (r. 634–644)
- Otomão (r. 644–656)
- Ali (r. 656–661)
- Haçane ibne Ali (r. 661) (somente para os xiitas)

Controvérsia islâmica: para os xiitas, só os descendentes de Ali deveriam exercer autoridade entre os muçulmanos; outros muçulmanos aceitam a dinastia dos omíadas de Damasco.

## Califado Omíada(661–750/1031)

### Califado Omíada deDamasco(661–750)
Os califas de Damasco foram:

Califado Omíada (verde) no seu auge, c. 750

- Moáuia I (r. 661–680) (fundador da dinastia omíada)
- Iázide I (r. 680–683)
- Moáuia II (r. 683–684)
- Maruane I (r. 684–685)
- Abedal Maleque ibne Maruane (r. 685–705)
- Ualide I (r. 705–715)
- Solimão (r. 715–717)
- Omar II (r. 717–720) (por vezes considerado, honorificamente, como o quinto "ortodoxo")
- Iázide II (r. 720–724)
- Hixame (r. 724–743)
- Ualide II (r. 743–744)
- Iázide III (r. 744)
- Ibraim (r. 744)
- Maruane II (r. 744–750)

### Emires de Córdova(756–929)
- Abderramão I (r. 756–788)
- Hixame I (r. 788–796)
- Aláqueme I (r. 796–822)
- Abderramão II (r. 822–852)
- Maomé I (r. 852–886)
- Almondir I (r. 886–888)
- Abdalá I (r. 888–912)
- Abderramão III (r. 912–929) (se declarou "califa")

### Califas de Córdova(929–1031)

Califado de Córdova (verde), ca. 1000

Este califado não é universalmente aceito e a sua autoridade de fato se resumia à Espanha e partes de Marrocos. A partir da da guerra civil no califado de Hixeme II, diversos usurpadores hamúdidas se intercalaram como califas de Córdova entre os omíadas.
- Abderramão III (r. 929–961)
- Aláqueme II (r. 961–976)
- Hixeme II (r. 976–1009)
- Maomé II (r. 1009)
- Solimão (r. 1009–1010)
- Maomé II, restaurado (r. 1010)
- Hixeme II, restaurado (r. 1010–1013)
- Solimão, restaurado (r. 1013–1016)
  - Ali ibne Hamude Anácer (Hamúdida) (r. 1016–1018)
  - Alcacim ibne Hamude Almamune (Hamúdida) (r. 1018–1021)
- Abderramão IV (r. 1021–1022)
  - Iáia ibne Ali ibne Hamude Almotali (Hamúdida) (r. 1021–1023)
  - Alcacim ibne Hamude Almamune (Hamúdida) (r. 1023)
- Abderramão V (r. 1022–1023)
- Maomé III (r. 1023–1024)
  - Iáia ibne Ali ibne Hamude Almotali (Hamúdida) (r. 1025–1026)
- Hixame III (r. 1027–1031)

## Califado Abássida(750–1258/1517)

### Califas deBaguedade(750–1258)

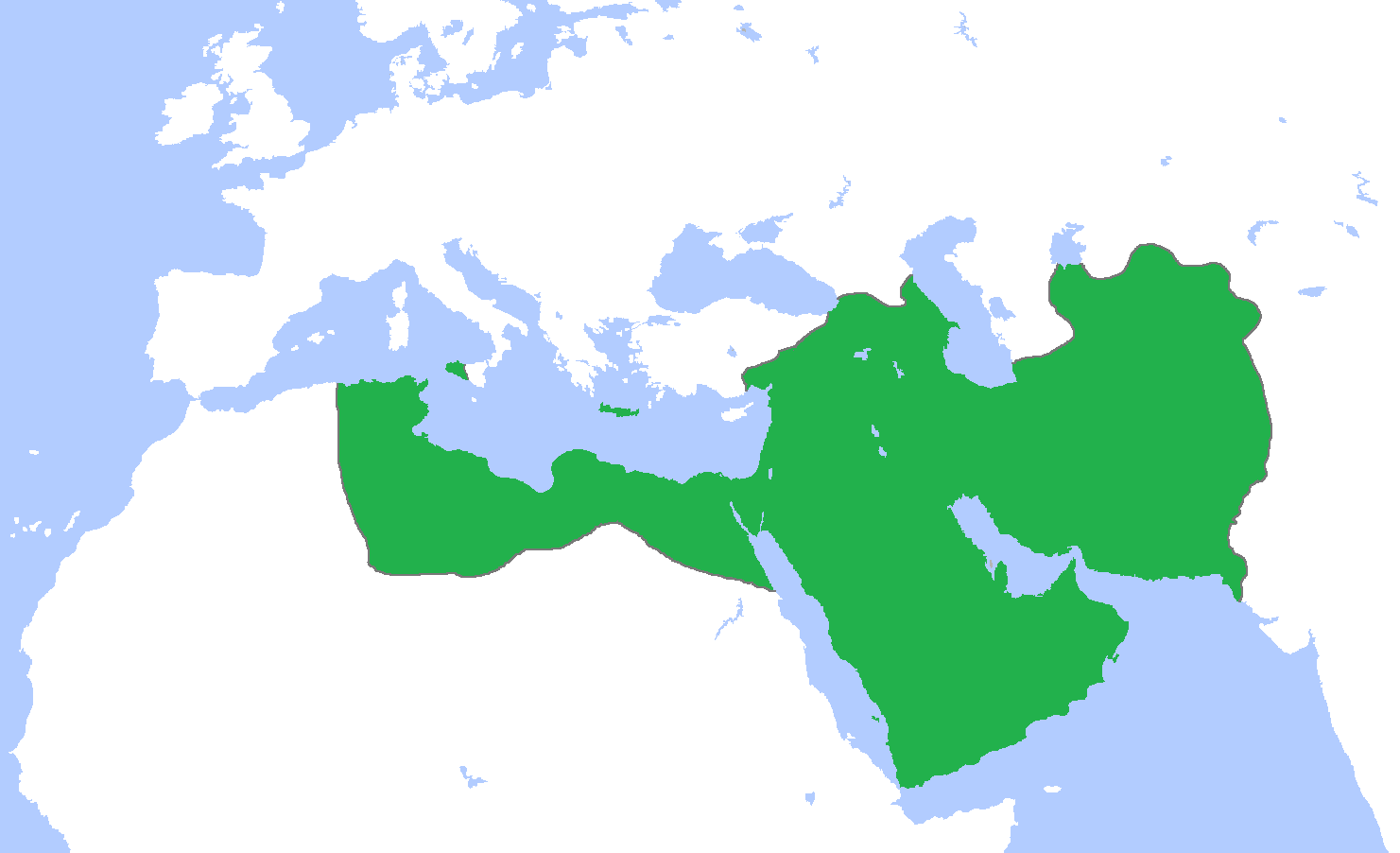
Califado Abássida (verde) no seu auge, ca. 850

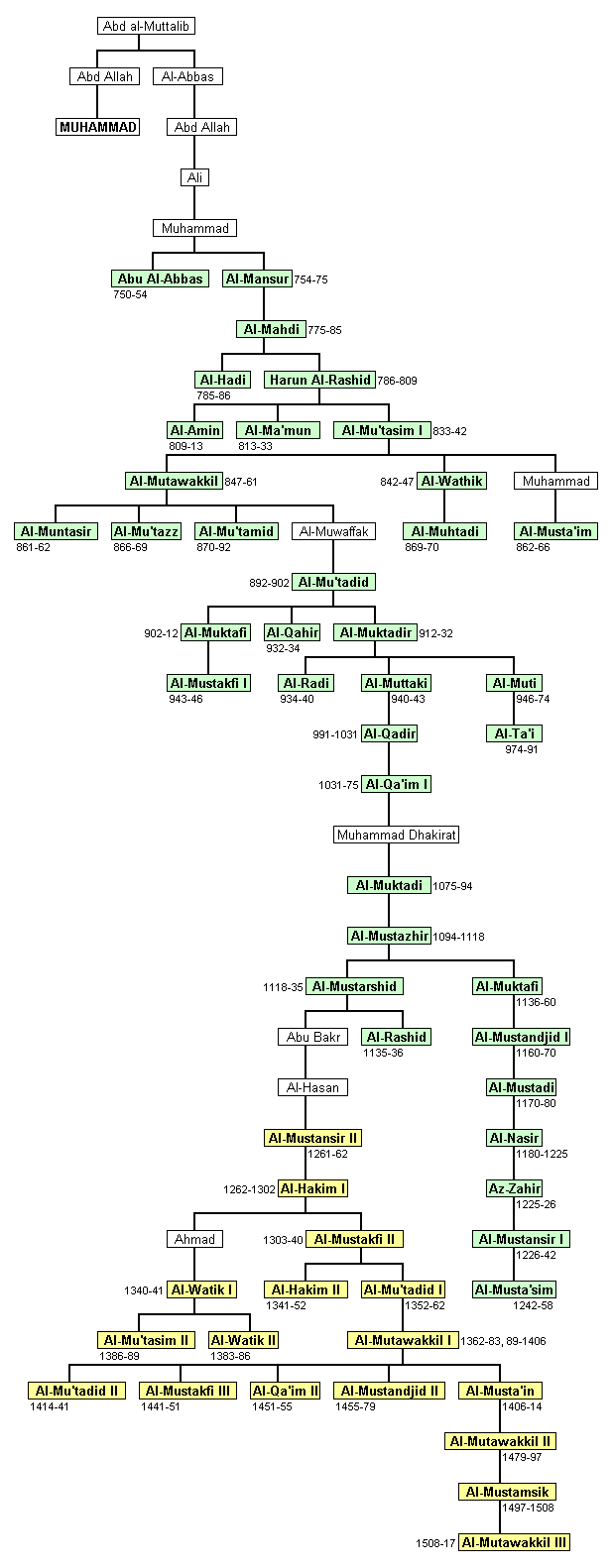
Árvore genealógica da família Abássida. Em verde, os califas Abássidas de Bagdá. Em amarelo, os califas Abássidas do Cairo. O Profeta Maomé está incluído (em maiúsculo) para mostrar a relação dos Abássidas com ele

Esta lista não se refere aos domínios muçulmanos da Península Ibérica e de partes da África do Norte.
- Açafá (r. 750–754) (fundador da dinastia abássida)
- Almançor (r. 754–775)
- Almadi (r. 775–785)
- Alhadi (r. 785–786)
- Harune Arraxide (r. 786–809)
- Alamim (r. 80–813)
- Almamune (r. 813–833)
- Almotácime (r. 833–842)
- Aluatique (r. 842–847)
- Mutavaquil (r. 847–861)
- Almontacir (r. 861–862)
- Almostaim (r. 862–866)
- Almutaz (r. 866–869)
- Almutadi (r. 869–870)
- Almutâmide (r. 870–892)
- Almutadide (r. 892–902)
- Almoctafi (r. 902–908)
- Almoctadir (r. 908–929)
- Alcair (r. 929)
- Almoctadir - (r. 929–932)
- Alcair (r. 932–934)
- Arradi (r. 934–940)
- Almutaqui (r. 940–944)
- Almostacfi (r. 944–946)
- Almuti (r. 946–974)
- Altai (r. 974–991)
- Alcadir (r. 991–1031)
- Alcaim (r. 1031–1075)
- Almoctadi (r. 1075–1094)
- Almostazir (r. 1094–1118)
- Almostarxide (r. 1118–1135)
- Arraxide (r. 1135–1136)
- Almoctafi (r. 1136–1160)
- Almostanjide I (r. 1160–1170)
- Almostadi (r. 1170–1180)
- Anácer (r. 1180–1225)
- Azair (r. 1225–1226)
- Almostancir I (r. 1226–1242)
- Almostacim (r. 1242–1258) (último califa em Bagdá)

No período final dos abássidas, os governantes passaram a utilizar outros títulos, como sultão.

### Califas doCairo(1261–1517)
Os abássidas do Cairo eram principalmente califas "cerimoniais" patrocinados pelo Sultanato Mameluco do Cairo.
- Almostancir II (r. 1261–1262)
- Aláqueme I (r. 1262–1302)
- Almostacfi I (r. 1302–1340)
- Aluatique I (r. 1340-1341)
- Aláqueme II (r. 1341–1352)
- Almutadide I (r. 1352–1362)
- Mutavaquil I (r. 1362–1377) (deposto)
- Almostacim (r. 1377) (deposto)
  - Mutavaquil I (restaurado) (r. 1362–1383) (deposto)
- Aluatique II (r. 1383–1386)
  - Almostacim (restaurado) (r. 1386–1389)
  - Mutavaquil I (restaurado) (r. 1389–1406)
- Almostaim (r. 1406–1414)
- Almutadide II (r. 1414–1441)
- Almostacfi II (r. 1441–1451)
- Alcaim (r. 1451–1455) (deposto)
- Almostanjide (r. 1455–1479)
- Mutavaquil II (r. 1479–1497)
- Almostancique (r. 1497–1508) (renunciou em nome do filho, Mutavaquil III)
- Mutavaquil III (r. 1508–1516) (capturado por Selim I)
  - Almostancique (restaurado) (r. 1516–1517) (proclamado no Cairo após a captura de Mutavaquil III)
  - Mutavaquil III (restaurado) (r. 1517) (último califa)

## Outros califados(910–1269)

### Califado Fatímida(910–1171)

Califado Fatímida

Os Fatímidas professavam a fé ismaelita, do ramo xiita do islã, e, portanto, não são reconhecidos pela maioria dos sunitas, mesmo que súditos em seus domínios ou em estados vizinhos.
- Abedalá Almadi Bilá - (r. 910–934) (fundador da Dinastia Fatímida)
- Alcaim Biamir Alá - (r. 934–946)
- Ismail Almançor - (r. 946–953)
- Almuiz Aldim Alá - (r. 953–975) (Egito foi conquistado no seu reinado).
- Alaziz - (r. 975–996)
- Aláqueme Biamir Alá - (r. 996–1021)
- Ali Azair (r. 1021–1036)
- Almostancir do Cairo (r. 1036–1094)
- Almostali (r. 1094–1101) (disputas sobre a sua sucessão deram origem à cisão dos ismaelitas nizaris).
- Alamir (r. 1101–1130) (os governantes fatímidas do Egito após Amir não são reconhecidos como imames pelos ismaelitas mustalitas, apenas pelos hafizitas).
- Hafiz (r. 1130–1149)
- Zafir (r. 1149–1154)
- Alfaiz (r. 1154–1160)
- Aladide (r. 1160–1171) (deposto e sucedido por Saladino, dos aiúbidas)

### Califado Almóada(1145–1269)

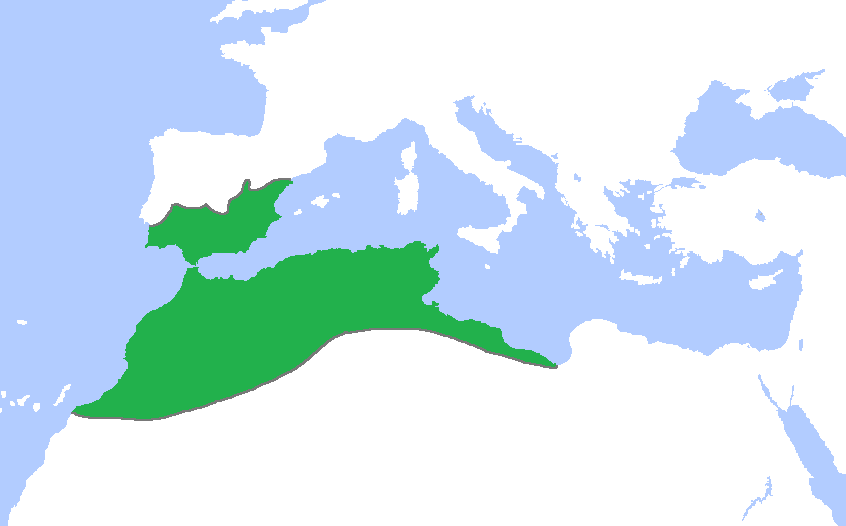
Califado Almóada (verde) em seu auge, ca. 1200

Não aceitos de forma ampla, os reais domínios da dinastia consistiam em partes da África do Norte e da Península Ibérica. Por vezes era chamados de Miramolins de Marrocos (Pais dos Crentes).
- Abde Almumine (r. 1145–1163)
- Abu Iacube Iúçufe I (r. 1163–1184)
- Abu Iúçufe Iacube Almançor (Iacube I) (r. 1184–1199)
- Maomé Anácer (Maomé I) (r. 1199–1213)
- Abu Iacube Iúçufe II (r. 1214–1224)
- Abde Aluaide Almaclu (Abde Arraxide I) (r. 1224)
- Abu Maomé Aladil (Abedalá) (r. 1224–1227)
- Iáia Almotácime (primeiro pretendente à sucessão, filho de Maomé Anácer e apoiado pelos xeques de Marraquexe) (r. 1227–1235)
- Idris Almamune (Idris I) (segundo pretendente à sucessão, apoiado pelo soberano cristão Fernando III de Castela) (r. 1227–1232)
- Abedalá Aluaide II (Abde Arraxide II) (r. 1232–1242)
- Alboácem Assaíde Almutadide (Ali) (r. 1242–1248)
- Abu Hafes Omar Almortada (Omar) (r. 1248–1266)
- Abu Dabus Aluatique (Idris II) (r. 1266–1269)

### Califas sob oImpério Otomano(1517–1922)

Império Otomano no seu auge, 1683

Originalmente secular, a dinastia conquistadora dos otomanos foi inicialmente apenas chamada de "sultão". Porém, rapidamente ela começou a acumular títulos dados pelos povos conquistados.

### Califas sob aRepública da Turquia(1922–1924)
- Abdulmecide II (r. 1922–1924) (califa cerimonial patrocinado pela República da Turquia e seu presidente, Gazi Mustafá Kemal Paxá (Atatürk))

O cargo de "califa" foi transferido para a Grande Assembleia Nacional da Turquia, que eliminou a função em 3 de março de 1924 em consonância com as políticas seculares que estavam sendo adotadas à época. O atual pretendente da casa real de Osman é Bayezid Osman.
Após a dissolução do cargo de "califa", a Grande Assembleia criou a "Presidência de Assuntos Religiosos" como a nova autoridade suprema para assuntos religiosos no país.